# Берлин Хајтс (Охајо)
Берлин Хајтс (енгл. Berlin Heights) град је у америчкој савезној држави Охајо.

## Демографија
По попису из 2010. године број становника је 714, што је 29 (4,2%) становника више него 2000. године.
| Група             | 2000.       | 2010.       |
| Белци             | 672 (98,1%) | 681 (95,4%) |
| Афроамериканци    | 0 (0,0%)    | 5 (0,7%)    |
| Азијати           | 0 (0,0%)    | 1 (0,1%)    |
| Хиспаноамериканци | 10 (1,5%)   | 10 (1,4%)   |
| Укупно            | 685         | 714         |